# Moskee Assalam
De Assalam-moskee is een Marokkaanse moskee in Leeuwarden en is onderdeel van de stichting Marokkaans Religieus Centrum Assalam. De moskee is sinds 1996 gevestigd in de wijk Schieringen, een wijk waar veel multiculturaliteit is. 
De moskeevereniging Assalam is al sinds 1975 actief in Leeuwarden, maar de vereniging had destijds nog geen echte moskee. In plaats daarvan gebruikten ze een pand van 1981 tot in 1996, maar dat werd al snel te klein voor de groeiende interesse. Vandaar dat er een nieuw pand werd gezocht. Dat werd gevonden in 1996, een voormalige kerk die te koop stond. Na de koop werd het verbouwd tot een moskee. Hoewel het een Marokkaanse moskee is komen er mensen van andere etniciteiten. Er is een mannelijk en een vrouwelijk deel in de moskee, met elk een eigen ingang. Er worden verschillende activiteiten georganiseerd, zoals godsdienstlessen, lezingen, Koranles en (in de toekomst) huiswerkbegeleiding.